# Астрономическая обсерватория Саратовского государственного университета
Астрономическая обсерватория Саратовского государственного университета располагается на крыше физического факультета по адресу: 8 корпус на улице Б. Казачьей. Обсерватории присвоен код «128» в списке Центра малых планет. На базе обсерватории была организована Лаборатория астрономических и геофизических исследований НИИ механики и физики СГУ. Сейчас среди подразделений СГУ числится Лаборатория астрономии и геофизики, относящаяся к НИИ механики и физики СГУ.

## Руководители обсерватории
- 1950-е — 1960-е — Вьюшков, Павел Васильевич.

## История обсерватории
Во время Первой мировой войны, когда к Киеву подошел фронт, в 1915 году в Саратов была эвакуирована Киевская обсерватория.
Яшнов Петр Иванович работал в должности астронома-наблюдателя в Саратовском университете с 1919 по 1923 года. В 1922 году Яшнов одним из первых в СССР, использовав радиотелеграфный метод, определил разность долгот Пулково — Саратов. После 1918 года саратовская научно-любительская общественная организация начала вести систематические наблюдения метеорных потоков. В начале 20-х годов XX века в Саратове было Саратовское общество естествоиспытателей, которое вело астрономические наблюдения. В октябре 1936 года было организовано Саратовское отделение ВАГО. Председателем Саратовского отделения был избран профессор П. В. Вьюшков.
11 февраля 1940 года на физико-математическом факультете СГУ прошло первое занятие астрономического кружка. Во время Второй мировой войны в 1942 году в Саратов была эвакуирован Ленинградский университет (в том числе и Обсерватория ЛГУ). С 1 апреля 1942 года занятия учащихся и научных сотрудников ЛГУ возобновилась на базе Саратовского университета. ЛГУ возвратился в Ленинград в мае 1944 года.
В 1957 году на базе обсерватории П. В. Вьюшков (он же стал её руководителем) организовал станцию слежения за искусственными спутниками Земли. Станция получила код «1044». За десять лет наблюдений на станции было сделано 4300 измерений положений ИСЗ — это были одни из самых лучших измерений среди всех станций. Станция располагала тремя бинокулярами ТЗК. После распада СССР станция слежения за ИСЗ была переименована в Лабораторию астрономических и геофизических исследований.
В обсерватории имеется 2 купола. В меньшем куполе расположен рефрактор диаметром 150 мм с трубой из-под коллиматора. Труба установлена на немецкой монтировке с механическим гиревым приводом. Параллельно трубе прикреплен объектив Уран-12. Второй купол (более крупный) используется как складское помещение. Рядом располагается павильон с откатывающейся крышей — в нём располагался 400 мм телескоп системы Аргунова (похожа на систему Клевцова). На 400-мм телескопе проводились наблюдения переменных звезд.
В сентябре 1971 года СГУ получил в дар от Б. А. Воронцова-Вельяминова телескоп, изготовленный им. А в феврале 1975 года в СГУ прошел V пленум Головного совета по астрономии МВ и ССО РСФСР. За 70-е и 80-е года XX века в Саратовской обсерватории были опубликованы наблюдения: трех комет, 6 публикаций о наблюдениях астероидов и по одной работе о наблюдениях метеорного потока Дракониды и переменных звезд типа Цефеиды.
С начала 90-х годов XX века активная эксплуатация обсерватории прекратилась. С 1972 по 2004 год на базе обсерватории в учебное время действовал астрономический кружок под руководством Богданова Михаила Борисовича. В 2009 году на базе обсерватории появилось общество любителей астрономии. А в начале 2010 года для общества ЛА на средства СГУ был приобретён телескоп любительского класса Celestron C6-N. Но наукоемкие наблюдения, в данный момент, в обществе любителей астрономии СГУ не проводятся.

## Инструменты обсерватории
- 150-мм рефрактор
- объектив Уран-12
- 400-мм телескоп системы П. П. Аргунова (Одесса)
- Три бинокуляра ТЗК (Станции слежения за ИСЗ)
- Радиотелескоп (1979г)[12][13]

## Отделы обсерватории
- Астрономическая обсерватория
- Геофизика
- Станция слежения за ИСЗ

## Направления исследований
- Слежение за ИСЗ
- Астероиды (1952—1980 года)
- Переменные звезды

## Основные достижения
- 218 астрометрических измерений астероидов с 1952 по 1980 года
- 4300 астрометрических измерений ИСЗ с 1957 по 1967 года
- 11 публикаций в базе данных ADS NASA c 1971 по 1988 год

## Известные сотрудники
- Яшнов Петр Иванович — с 1919 по 1923 года — астроном-наблюдатель

## Адрес обсерватории
- Россия, Саратов, ул. Большая Казачья, д.112а (Факультет нелинейных процессов СГУ, корпус № 8) — Большой купол 51°32′18″ с. ш. 46°00′23″ в. д.HGЯO
- Малый купол располагается на крыше 3-го корпуса, около перехода между 8 и 3 корпусами 51°32′19″ с. ш. 46°00′21″ в. д.HGЯO
- Координаты станции слежения за ИСЗ указывают на вот эту точку: 51°32′14″ с. ш. 46°00′40″ в. д.HGЯO (высота 85 метров)[14]
- Координаты обсерватории в Центре малых планет: 51°24′08″ с. ш. 46°06′00″ в. д.HGЯO (высота 8926 метров)[15]

## Интересные факты
- Первая школьная астрономическая олимпиада была проведена по инициативе Саратовского отделения ВАГО в 1940 году.